# Vachakbūd-e Soflá
Vachakbūd-e Soflá (persiska: وچكبود سفلى, وجه کبود پائین) är en ort i Iran.   Den ligger i provinsen Ilam, i den västra delen av landet, 500 km sydväst om huvudstaden Teheran. Vachakbūd-e Soflá ligger 825 meter över havet och antalet invånare är 183.
Terrängen runt Vachakbūd-e Soflá är varierad. Runt Vachakbūd-e Soflá är det ganska glesbefolkat, med 26 invånare per kvadratkilometer. Närmaste större samhälle är Ābdānān, 15,8 km nordväst om Vachakbūd-e Soflá. Omgivningarna runt Vachakbūd-e Soflá är i huvudsak ett öppet busklandskap.